# American Nurses Association
Die American Nurses Association (ANA) ist ein nationaler US-amerikanischer Berufsverband mit Sitz in Silver Spring (Maryland), der die Interessen der Gesundheits- und Krankenpflegekräfte vertritt und die Weiterentwicklung der professionellen Gesundheits- und Krankenpflege fördert und unterstützt. Ihren Ursprung hat der in Silver Spring, Maryland beheimatete Verband in der 1896 gegründeten Berufsorganisation Nurses Associated Alumnae, die im Jahre 1911 zur American Nurses Association umbenannt wurde. Die ANA vertritt die Belange von rund 3,1 Millionen Registered Nurses (Pflegekräfte mit akademischer Ausbildung und einer entsprechenden staatlichen Zulassung) die in 54 Landesgruppen organisiert sind. Neben mehreren regelmäßigen Publikationen, darunter die Verbandszeitschrift The American Nurse, unterhält der Berufsverband drei Unterorganisationen
- Die American Academy of Nursing, die sich sowohl mit der Weiterentwicklung der Pflege in Forschung und Lehre, sowie den gesundheitspolitischen Aspekten der Pflege auseinandersetzt.[4]
- Die American Nurses Foundation, die eine karitative und philanthropische Zielsetzung hat.[5]
- Das American Nurses Credentialing Center, das sich mit der Vergabe und Entwicklung verschiedener fachrichtungsspezifischer Diplome und Lizenzierungen beschäftigt[6]